# Luiz Eduardo Ramos
Luiz Eduardo Ramos Baptista Pereira (Río de Janeiro, 12 de junio de 1956) es un general del Ejército Brasileño, que se desempeñó como ministro de la Secretaría de Gobierno del presidente Jair Bolsonaro, sucediendo a Carlos Alberto dos Santos Cruz entre 2019 y 2022.

## Carrera

### Militar
Ingresó a su carrera militar el 8 de marzo de 1973, en la Escuela Preparatoria de Cadetes del Ejército, y fue declarado aspirante a oficial del arma de infantería el 14 de diciembre de 1979, en la Academia Militar das Agulhas Negras. Fue ascendido a segundo teniente el 31 de agosto de 1980, a primer teniente el 25 de diciembre de 1981 y a capitán el 25 de diciembre de 1985. Durante ese período, sirvió en la Brigada de Infantería Paracaidista y tomó cursos de comando y fuerzas especiales.
En 1989, tomó un curso de capacitación para oficiales en la Escuela para el Mejoramiento de Oficiales, siendo luego instructor en la Academia Militar de Agulhas Negras (AMAN). Ascendió al rango de mayor el 25 de diciembre de 1992. Fue observador militar en la ex Yugoslavia, participando en la UNPROFOR.
Asistió a la Escuela de Comando y Estado Mayor del Ejército y volvió a ser instructor en AMAN, siendo ascendido a teniente coronel el 31 de agosto de 1997. Fue asesor parlamentario en la Oficina del Comandante del Ejército. Promovido a coronel el 31 de agosto de 2003, dirigió el noveno batallón de infantería motorizada en Santa Cruz do Sul (Rio Grande do Sul) y fue agregado militar en Israel. Al regresar a Brasil, fue jefe de Estado Mayor de la Brigada de Infantería Paracaidista y asistente del Jefe del Departamento de Educación y Cultura del Ejército.
Se convirtió en General de Brigada el 31 de marzo de 2010, siendo nombrado comandante de la 8.ª Brigada de Infantería Motorizada, en Pelotas. Posteriormente, dirigió la Misión de Estabilización de las Naciones Unidas en Haití (MINUSTAH) y la 11.ª Región Militar, en Brasilia. Promovido a General de División el 31 de marzo de 2014, comandó la Primera División del Ejército en Río de Janeiro y fue Subjefe de Estado Mayor del Ejército.
Fue ascendido a General del Ejército el 25 de noviembre de 2017, siendo comandante militar del sudeste entre el 3 de mayo de 2018 y el 3 de julio de 2019.

### Política
El 13 de junio de 2019, fue nombrado ministro de la Secretaría de Gobierno de Brasil (Segov), bajo el gobierno de Bolsonaro. Asumió el cargo el 4 de julio de 2019. Cesó en sus funciones cuando se traspasó el mando al electo mandatario Luiz Inácio Lula da Silva, quien designó a Onyx Lorenzoni para ocupar el puesto a partir del 1 de enero del 2023.